# روزاريو مارتينيلي
روزاريو مارتينيلي (بالإيطالية: Rosario Martinelli)‏ (11 أكتوبر 1941 إيطاليا - 19 أكتوبر 2013 لوغانو سويسرا) هو لاعب كرة قدم إيطالي سابق كان يلعب كلاعب وسط.